# Église Saint-Laurent du Bourget-du-Lac
L'église Saint-Laurent est une église catholique située en France sur la commune du Bourget-du-Lac, dans le département de la Savoie en région Auvergne-Rhône-Alpes.
Elle fait l'objet d'un classement au titre des monuments historiques depuis le 23 août 1900.

## Localisation
L'église est située dans le département français de la Savoie, sur la commune du Bourget-du-Lac.

## Historique
L'édifice est classé au titre des monuments historiques en 1900.